# Hordelymus
Genre
Hordelymus est un genre de plantes annuelles de la famille des Poacées (graminées).

## Liste d'espèces
Selon Catalogue of Life (8 juin 2013), World Checklist of Selected Plant Families (WCSP) (8 juin 2013) et NCBI (8 juin 2013), ce genre ne comprendrait qu'une seule espèce :
- Hordelymus europaeus (L.) Jess. ex Harz (1885) ou Orge d'Europe

Selon Tropicos (8 juin 2013) (Attention liste brute contenant possiblement des synonymes) :
- Hordelymus asper (Simonk.) Beldie
- Hordelymus caput-medusae (L.) Pignatti
- Hordelymus europaeus (L.) Harz
- Hordelymus grandis Besser ex Gorski